# Pain au chocolat

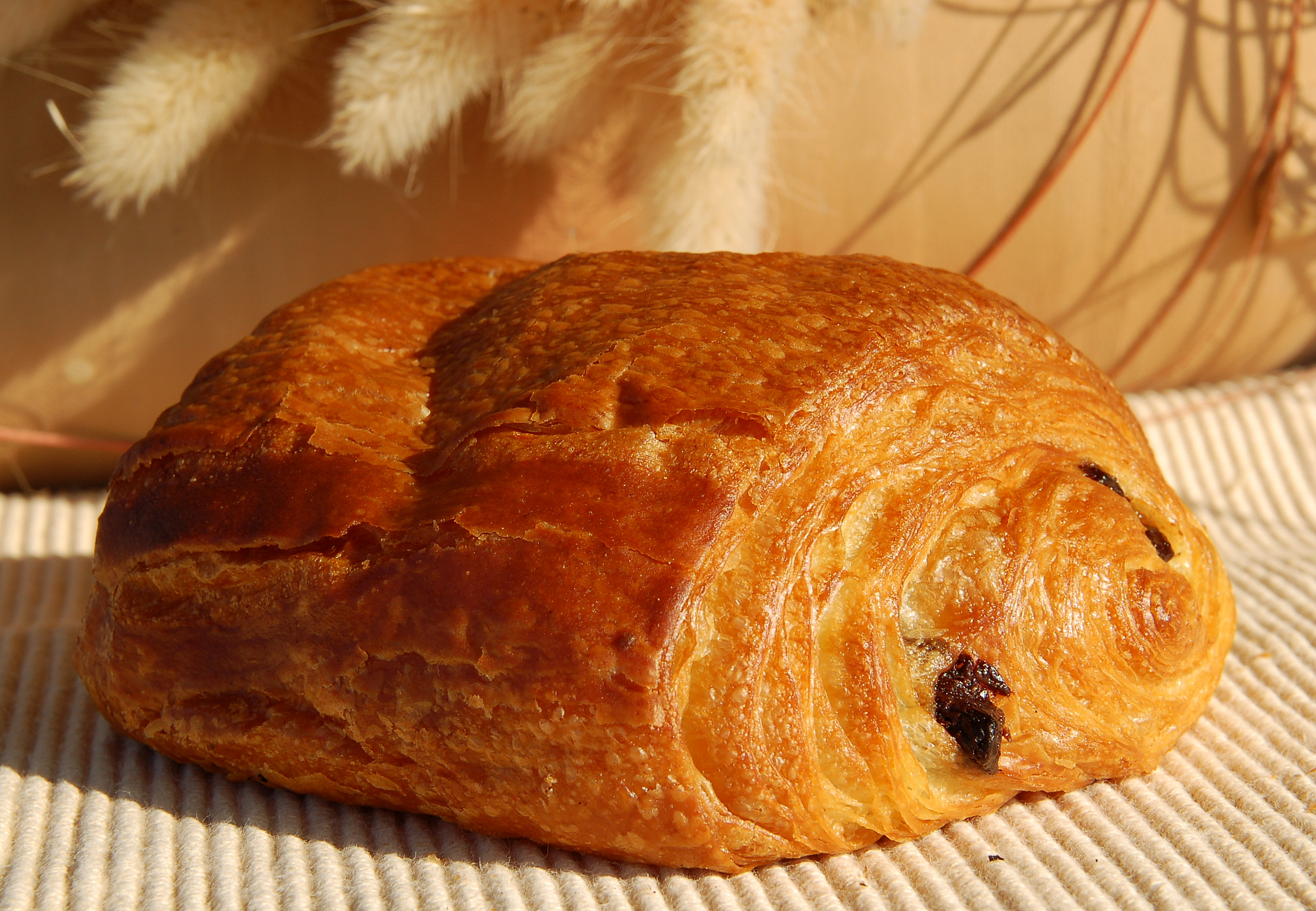
Pain au chocolat.

Pain au chocolat är ett franskt bakverk gjort på wienerdeg med chokladfyllning. I sydvästra Frankrike kallas bakverket även chocolatine.
Formen är fyrkantig och liknar en tillplattad rulle. Pain au chocolat är i Frankrike ofta ett frukostbröd och kan i konsistens liknas vid en chokladfylld croissant. Numera säljs bakverket på konditorier över hela världen.